# Спарки Ракер
Джеймс «Спарки» Ракер (англ. James «Sparky» Rucker; 7 мая 1946 года, Ноксвилл, Теннесси, США) — американский блюзовый гитарист, харпер, банджоист, певец, преподаватель, общественный деятель, борец за гражданские права, сторителлер. Номинант Blues Music Awards в категории «Исторический блюзовый альбом» (1991) .

## Биография
Джеймс Ракер родился в 1946 году и вырос в Ноксвилле, штат Теннесси в семье церковнослужителей. Он начал играть на гитаре в возрасте одиннадцати лет; также играл играл на трубе в маршевом оркестре Junior High и пел в церковном, школьном и общественном хоре на протяжении всего своего детства. Ранними наставниками Спарки в блюзе были преподобный Перли Браун (именно он научил Дуэйна Оллмена играть на гитаре в стиле боттлнек), Бадди Мосс (наставник  Блайнд Боя Фуллера) и Джонни Шайнс. Он также учился у Бейба Стовалла, Биг Джо Уильямса, Джона Джексона, Роберта Локвуда-младшего. В 1970-е года при посредстве певицы Виктория Спайви начал музыкальную карьеру, присоединившись к её группе. 
Стиль игры Спарки Ракера включает в себя пальцевый аккомпанемент на гитаре и банджо в пидмонт-блюз-стиле, блюзовую слайд-гитару боттлнек, а также музыканта аккомпанирует себе перкуссионными инструментами, в частности играет на ложках. В 1974 году записал свой первый сольный альбом Bound To Sing The Blues. С тех пор он регулярно записывался и гастролировал по США и Европе, выступая на крупных фестивалях, в частности в Центре Кеннеди в Вашингтоне и на Смитсоновском фольклорном фестивале. 
С середины 1980-х записывается и выступает дуэтом с женой под названием Sparky and Rhonda Rucker. 
C 1950-х участвовал в движении за гражданские права, в 1960-е занимал пост вице-президента Союза чернокожих студентов в Университете Теннесси. Участвовал в митингах, маршах и сидячих забастовках и выступал на них вместе с другими фолк-певцами, такими как Гай Караван и Пит Сигер. В 1970-е работал сотрудником Совета Южных гор в Южных Аппалачах и выступал в защиту прав шахтёров. 
После окончания Университета Теннесси Спарки преподавал в школе в Чаттануге прежде чем начал профессиональную карьеру музыканта. Спарки является соавтором нескольких книг и антологий: «Энциклопедия Аппалачей», «Дышу тем же воздухом», «Ещё готовые к рассказу сказки», «Объединитесь! Расскажите это вдвоём» и «Книга страшных историй „Августовский дом“» . 
Ронда Линн  Ракер родилась в Луисвилле, Кентукки. С четырёхлетнего возраста брала уроки игры на фортепиано у Фанни Вудс Мэнсфилд, которая сочиняла регтайм, а также была церковным органистом. Она оказала большое влияние на баррелхаус-стиль игры Ронды и её госпел-мелодии. Вскоре Ронда Ракер начала замещать органиста в церкви. Закончила медицинскую школу и ординатуру Университета Кентукки, в течение пяти лет работала врачом в Меривилле, штат Теннесси. После знакомства со Спарки Ракером оставила медицину. Она мультиинструменталистка, играет на блюзовой губной гармошке, банджо, фортепиано и гитаре. В 2001 году Ронда Ракер стала соавтором курса экологической журналистики в Университете Теннесси . Писательница, автор книг «Раскачивайся медленно, прекрасная колесница» (финалист премии Crystal Kite Award), «Изменись» и «Добро пожаловать в Бомбингем». 
В 1991 году альбом Treasures & Tears был номинирован на Blues Music Awards в категории «Исторический альбом». В 2009 году их песня была включена в состав антологии Singing Through the Hard Times, получившей номинацию на Грэмми. Дуэт выступает по всей территории США, а также за рубежом, исполняя песни и рассказывая истории из американской народной традиции. Их музыка включает в себя множество старинных блюзов, песен рабов, музыки Аппалачей, спиричуэлс, баллад, рабочих песен, музыки Гражданской войны, железнодорожных песен и несколько их собственных оригинальных композиций.
«В музыке Ракера можно услышать отголоски Вуди Гатри, Роберта Джонсона, Лидбелли, Миссисипи Джона Хёрта и многих других. Но он не копирует никого из них. Его стиль — его собственный» 
«Спарки и Ронда безупречно работают вместе и действительно воплощают суть фолк-музыки» . 

## Дискография

### Сольные альбомы
- 1974: Bound To Sing The Blues (Traditional Records)
- 1977: Cold & Lonesome on a Train (June Appal Recordings)
- 1981: Heroes & Hard Times (Green Linnet Records, переиздан Tremont Productions, 2002)
- 1984: Drive Back the Night (L+R Records, live)
- 1988: A Magic Night (Makin' Jam, live)

### В дуэте
- 1992: Blue & Gray in Black & White (Flying Fish Records)
- 1990: Treasures & Tears (Flying Fish Records)
- 1991: Eventide: Songs of Celebration (Tremont Records)
- 2004: Midnight Memories (A Gentle Wind/Tremont)
- 2006: Done Told the Truth Goodbye (A Gentle Wind/Tremont)
- 2007: A Home in Tennessee (CD Baby, детские песни)
- 2008: The Mountains Above & The Valleys Below (A Gentle Wind/Tremont)
- 2009: One Earth (A Gentle Wind/Tremont)
- 2012: Let Freedom Ring (A Gentle Wind/Tremont)
- 2012: Down By the Riverside (A Gentle Wind/Tremont)